# 이와이 아키오
이와이 아키오(岩井証夫,いわい あきお, 1970년 4월 8일)은 일본의 남자 탤런트, 내레이터, 가나가와현 히라쓰카시 출신이며, 아오니 프로덕션 소속이다.

## 약력
1989년 가나가와 현립 히라쓰카 강남 고등 학교 졸업 후 류큐 대학 교육학부 진학 때문에 오키나와에 이주. 영어를 마스터하는 도미하다 귀국 후 DJ로 데뷔. 텔레비젼 프로그램"BOOM BOOM"(오키나와 방송)에서 일약 각광을 받고 그 뒤는 라디오에서도 활약, 라디오 오키나와"채팅 스테이션"에서 오키나와의 라디오 팬의 마음을 잡는다. 카리스마 DJ로 인기 절정이던 2002년 4월 돌연 활동 거점을 도쿄로 옮기고, 오사와 사무소(2002년 4월-2009년 8월 재학)에 소속, 내레이터업으로 이동한다. 오키나와를 떠난 이유는 2002년 5월-6월에 열린 2002 FIFA월드컵을 관람하고 싶었다고 한다. 2009년 10월에 파란 두사 이적, 내레이터로는 텔레비전의 스포츠 버라이어티 프로그램, CM등에서 활약 중이다.

## 출연 프로그램

### 오키나와에서 활동하던 시절
- BOOM BOOM (오키나와 TV 방송, 1996년 - 1999년)
- Rday's를 향한 시 (라디오 오키나와, 1994년 4월 - 2001년 3월) 퍼스낼리티
- 채팅 스테이션(라디오 오키나와, 1998년 - 2002년) 퍼스낼리티
- 이와짱의 비타민 라디오 (류큐 방송, 2002년 3월) 퍼스낼리티
- FM모닝 뷰(에프엠 오키나와, 유일하게 현재도 방송중《담당은 종료》) 퍼스낼리티

### 도쿄로 활동 거점을 옮긴 후
- 사운드 마크(2005년 3월, TBS) 내레이션
- 스포츠 우루구스(닛폰TV) 내레이션
- 그런 곳에서 (TV아사히) 내레이션
- 천재! 도코로점(2005년 3월, TBS) 내레이션
- 세계육상중계 및 관련 프로그램(2005년, TBS) 내레이션
- 2009 월드 베이스볼 클래식 (2009년, TBS) 내레이션
- 오차노미즈 박사(TBS) 내레이션
- 보도특집 NEXT(TBS) 내레이션
- VACANCES(TBS) 내레이션
- 스트리트 파이터스 (TV 아사히) 내레이션
- 미래기행 대국을 가다 (BS-TBS) 내레이션
- 멋진 일본 철도 여행 (BS-TBS) 내레이션
- NHK 고등학교 강좌 일본사 내레이션 (2019년도~)
- Sweet & Bitter (2018년 10월 - 2019년 3월 - 2020년 3월, 라디오 오키나와) 퍼스낼리티
- 도래! 우주 대항해 시대 일본 기업이 달을 목표로 한다 (2021년 3월 21일, BS-TBS) 내레이션